# Гриньи
Гриньи (фр.  Grigny) — коммуна во французском департаменте Эсон, административный центр округа Эври и кантона Гриньи.

## Географическое положение
Гриньи находится на юге Парижа, в 21,8 км от его центра, и связан с ним RER и автобусными маршрутами. Находится недалеко от аэропорта «Париж-Орли».

## Знаменитые земляки и жители города
- Пьер-Поль Мерсье де Ла Ривьер (1719—1792) — французский экономист, умер в Гриньи;
- Сандрин Боннер (1967) — французская актриса;
- Сидней Джозеф Беше (1897—1959) — джазовый кларнетист, жил здесь.